# Стенел (Капанејев син)
Стенел је у грчкој митологији био Капанејев син и један од Епигона. Његова мајка је била Еуадна.

## Митологија
Приликом похода на Тебу, Стенел се зближио са Диомедом. Заједно са њим учествовао је у тројанском рату. С обзиром да је приликом скока са једног бедема повредио ногу, није могао да се бори без кочија, па је био Диомедов кочијаш. Након разарања Троје, отишао је са Диомедом у Етолију где је заједно са њим вратио на престо Енеја. Стенел је од свог ујака (или деде) наследио трећину Аргоса, али је његов син Килараб постао краљ и ујединио Аргос. Према неким изворима, када је аргански престо остао без наследника, одлучено је да ће Стенел (или његов син) бити краљ, а Диомед, који је такође био претендент на престо је протеран, док је Диомедова супруга прихватила Стенеловог другог сина за свог љубавника. Стенелов гроб је приказиван на Аргосу, где је уједно био и гроб његовог сина Килараба. Такође у Аргосу је приказивана слика трооког Зевса, коју је Стенел добио током расподеле плена, јер је са другим јунацима био у тројанском коњу и тако освојио и опљачкао Троју.